# Schronisko przy Jaskini Narożnej
Schronisko przy Jaskini Narożnej – jaskinia na wzniesieniu Góra na Wyżynie Częstochowskiej w obrębie Wyżyny Krakowsko-Częstochowskiej. Administracyjnie należy do wsi Trzebniów w województwie śląskim, w powiecie myszkowskim, w gminie Niegowa.

## Opis obiektu
Schronisko przy Jaskini Narożnej znajduje się w skale, której wspinacze skalni nadali nazwę Mechata. Jego północno-zachodni otwór znajduje się w odległości 3 m od największego, północno-wschodniego otworu Jaskini Narożnej. Obydwa otwory schroniska mają kształt wydłużonego trójkąta i łączy je prosty, szczelinowy korytarz o tym samym kształcie. Otwór północno-zachodni ma wymiary 1,3 × 0,8 m, południowo-wschodni 1,6 × 0,6 m. W połowie długości od korytarza w kierunku północno-wschodnim odchodzi otwarta od góry szczelina ograniczona skalnym blokiem i pochyłym progiem.
Schronisko ma postać koleby. Powstało w późnojurajskich wapieniach skalistych pomiędzy ścianą Mechatej a obsuniętym z jej górnej części dużym blokiem skalnym. Jest widne, przewiewne i na większej części długości suche, ale miejscami wilgotne. Przy jego otworach rosną kopytnik pospolity, żywiec dziewięciolistny i mchy.
Schronisko po raz pierwszy opisane zostało przez M. Czepiela w 2003 r. On też opracował jego plan wraz z planem Jaskini Narożnej.

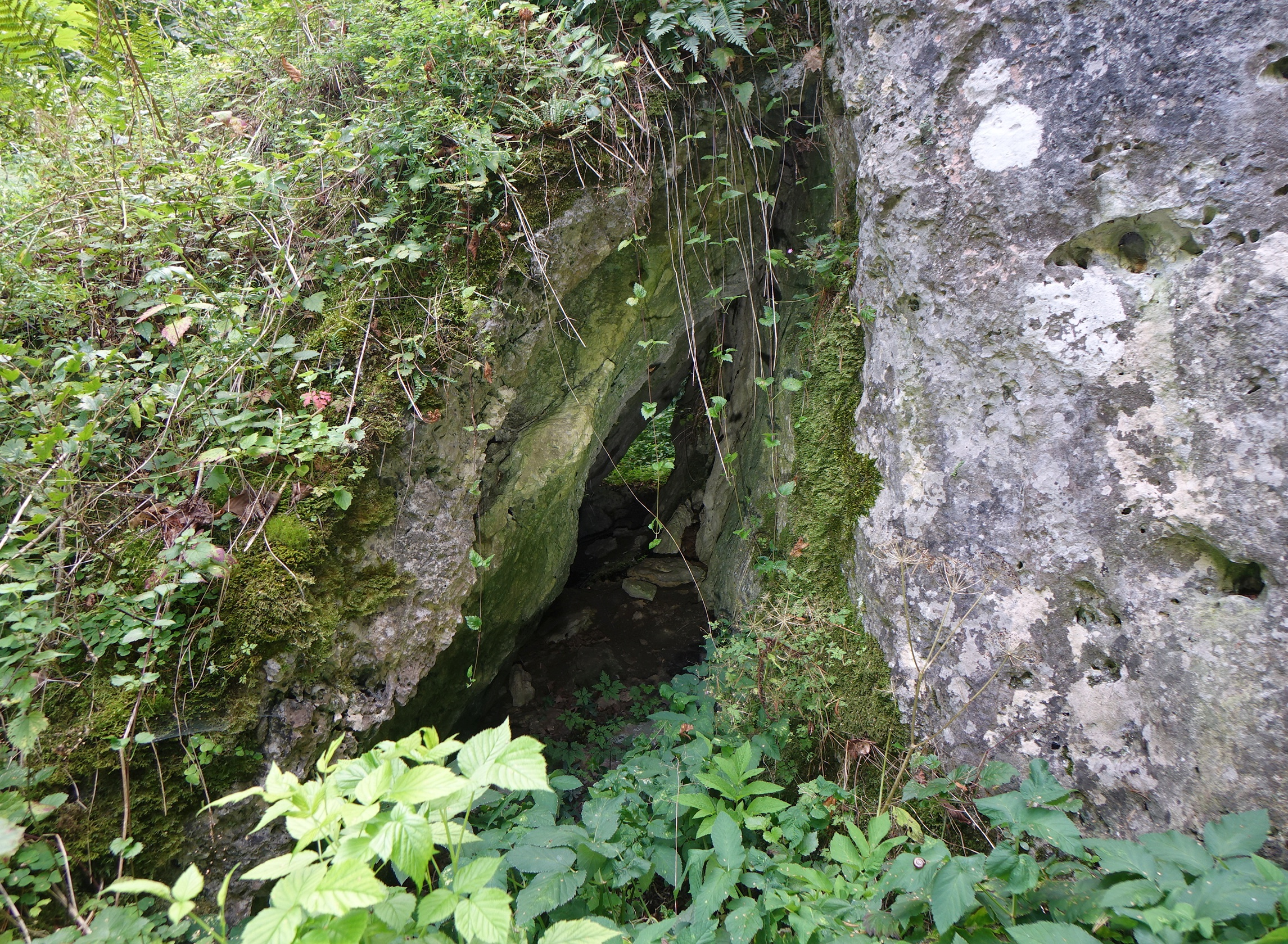
Otwór północno-zachodni
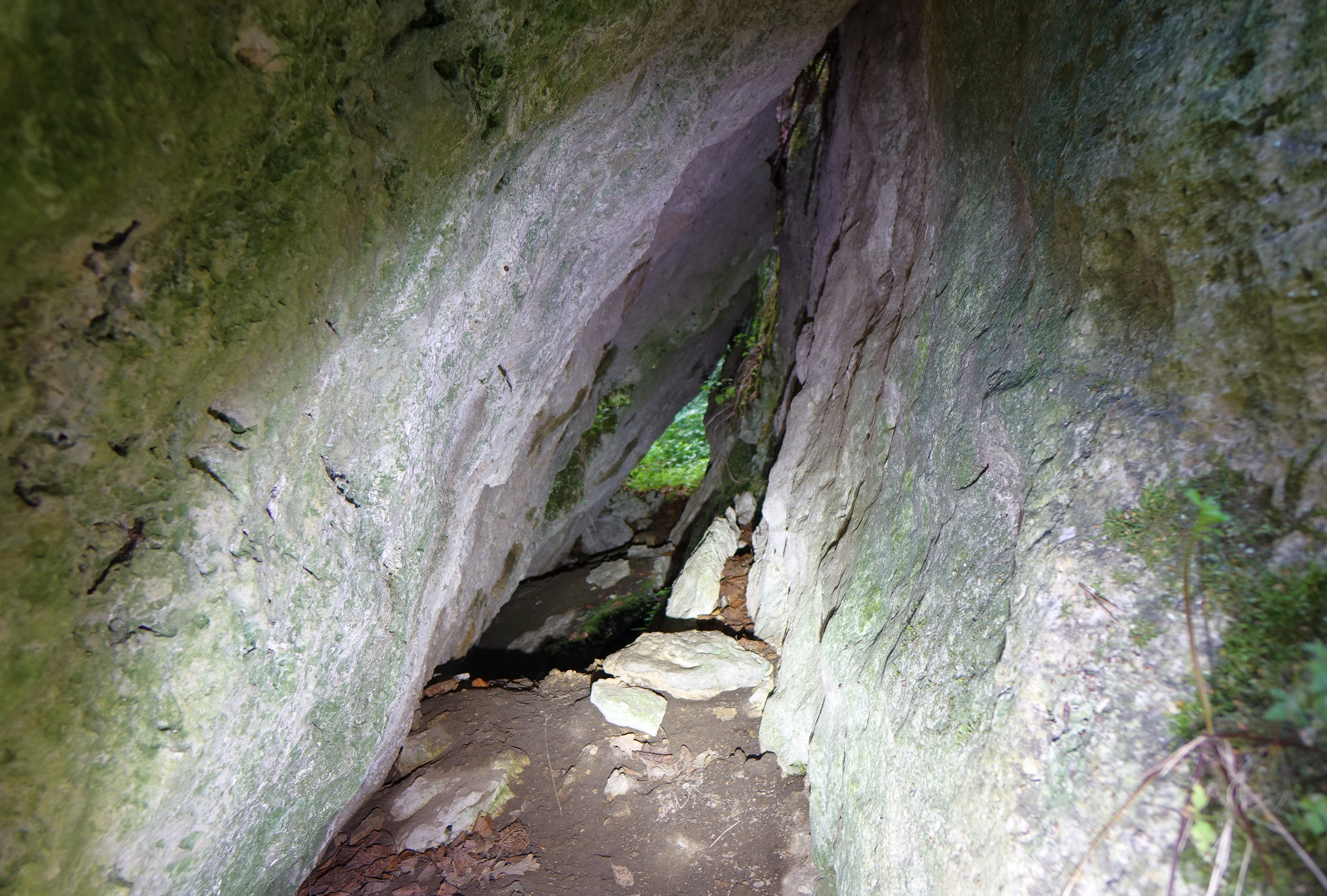
Korytarz